# Masacre de Srebrenica
La masacre de Srebrenica, también conocida como genocidio de Srebrenica, consistió en el asesinato de unas ocho mil personas de etnia bosnia musulmana en la región de Srebrenica, en julio de 1995, durante la guerra de Bosnia, por parte de serbios de Bosnia y elementos provenientes del hasta entonces Ejército Popular de Yugoslavia. Dicho asesinato masivo, llevado a cabo por unidades del Ejército de la República Srpska, bajo el mando del general Ratko Mladić, así como por un grupo paramilitar serbio conocido como «Los Escorpiones», se produjo en una zona previamente declarada como «segura» por las Naciones Unidas, ya que en ese momento se encontraba bajo la supuesta protección de 400 cascos azules neerlandeses. Aunque se buscaba supuestamente la eliminación de los varones bosníacos, la masacre incluyó el asesinato de niños, adolescentes y ancianos, con el objetivo de conseguir la limpieza étnica de la ciudad. Tras los Acuerdos de Dayton, que pusieron fin a la guerra, Srebrenica quedó ubicada en la subdivisión del país denominada República Srpska, que agrupa al 90 por ciento de los serbios de Bosnia.
En su sentencia condenatoria del general serbobosnio Radislav Krstić, el Tribunal Penal Internacional para la ex Yugoslavia (ICTY), calificó los acontecimientos de Srebrenica como un acto de genocidio, ya que este hecho constituye el mayor asesinato masivo en Europa desde la Segunda Guerra Mundial. Theodor Meron, el juez que presidió la Cámara, declaró que:

Buscando eliminar a una parte de la población bosnia musulmana, las fuerzas serbobosnias cometieron genocidio. Seleccionaron para su extinción a cuarenta mil bosnios musulmanes que vivían en Srebrenica, un grupo particularmente emblemático entre los bosnios musulmanes en general. Despojaron a todos los varones prisioneros, tanto militares como civiles, jóvenes como mayores, de sus pertenencias e identificaciones; y deliberada y metódicamente los eliminaron, únicamente en razón de su identidad.

Posteriormente, el Tribunal Internacional de Justicia ratificó la sentencia del ICTY y, del mismo modo, calificó los hechos como genocidio. La lista de las personas asesinadas o desaparecidas elaborada por la Comisión Federal de Personas Desaparecidas incluye 8373 nombres.
Los dos máximos responsables del genocidio fueron capturados por el Gobierno de Serbia, sucesor legal del Gobierno de Yugoslavia, tras años de presión de la comunidad internacional: el presidente de la República Srpska, Radovan Karadžić, el 21 de julio de 2008; y el comandante en jefe del VRS, Ratko Mladić, el 26 de mayo de 2011.

## Contexto

### El conflicto en Bosnia occidental

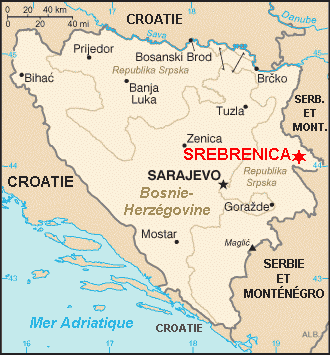
Situación de Srebrenica dentro de Bosnia Herzegovina.

Bosnia comenzó su camino hacia la independencia con una declaración parlamentaria de soberanía el 15 de octubre de 1991. La República de Bosnia-Herzegovina fue reconocida por la Comunidad Europea el 6 de abril de 1992 y por los Estados Unidos al día siguiente. Sin embargo el reconocimiento internacional no puso fin al problema y estalló una feroz lucha por el control territorial entre los tres grupos mayoritarios de población del país: los bosníacos musulmanes, los serbobosnios ortodoxos y los croatobosnios católicos. La comunidad internacional hizo varios intentos para establecer la paz en la zona, pero su éxito fue muy limitado. En el este de Bosnia, en la zona fronteriza con Serbia, la lucha fue encarnizada entre bosníacos y serbios.

#### 1992: campaña de limpieza étnica
Dentro de las campañas de traslados forzosos de que fue objeto la población civil tanto serbia como bosnia en las zonas donde eran minoría étnica, los serbios intentaron mantener una parte del territorio de Bosnia como parte de su estado durante el proceso de desmembración de la antigua Yugoslavia, con el fin de agrupar a todos los serbios en un mismo estado, idea conocida como la Gran Serbia. Consideraban que el área de Podrinje Central, en la región de Srebrenica, tenía una importancia estratégica capital para ellos. Sin dicha área, que era de mayoría étnica bosnia, no habría integridad territorial dentro de su nueva entidad política, la República Srpska. Los serbios intentaban evitar un enclave bosnio musulmán dentro de sus territorios, que quedarían divididos en dos y separados de la propia Serbia, así como de las áreas del este de Herzegovina que estaban habitadas mayoritariamente por serbios. Para evitarlo iniciaron una limpieza étnica con el fin de alcanzar una mayoría en este territorio que les permitiera conservarlo en un futuro reparto de la región. Esta campaña afectó a los bosnios musulmanes de Bosnia occidental y de la región central de Prodinje. 
Los ataques a la población civil comenzaron en 1992. En Bratunac y Zvornik, la población bosnia fue atacada y obligada a huir hacia Srebrenica, que al ser declarada «área segura» multiplicó su población acogiendo a refugiados de zonas cercanas.

#### Lucha por Srebrenica. Antecedentes
A pesar de que Srebrenica era de mayoría bosniaca, el ejército serbobosnio de la zona y algunos grupos paramilitares del este del país tomaron el control de la ciudad matando y expulsando civiles bosnios a principios de 1992. 
En mayo de ese mismo año, las fuerzas gubernamentales bosnias del Ejército de Bosnia-Herzegovina, ARBiH o Armija Republike Bosne i Hercegovine, lideradas por el comandante Naser Orić, retomaron Srebrenica. En los meses siguientes, el ARBiH amplió su zona de control al conseguir unirse al sur con las fuerzas de Zepa en septiembre, y tomar también el enclave de Cerska, al oeste, en enero del año siguiente. El territorio bajo su dominio alcanzó así una superficie máxima de 900 km². Sin embargo, a pesar de sus éxitos, el ARBiH nunca consiguió unir su zona de influencia con el territorio bosnio principal del oeste, y permaneció como una isla vulnerable rodeada de territorio serbio. En un último acto de expansión de la zona bajo su control, en enero de 1993 las tropas bosnias consiguieron capturar una importante base serbobosnia en la población de Kravica desde la que amenazaban directamente el enclave de Bratunac.
Durante estas operaciones, se ha denunciado que las fuerzas bosnias, al mando de Naser Oric, perpetraron importantes matanzas entre la población civil serbia. Estos hechos tuvieron gran influencia en el fatal desenlace del enclave. Según el testimonio del General de UNPROFOR Philippe Morillon ante el Tribunal Penal Internacional para la ex Yugoslavia, centenares de serbios fueron asesinados durante ataques sobre aldeas por parte de las fuerzas bosnias estacionadas en Srebrenica. Se estima que unos 1000 serbios fueron asesinados a comienzo de la guerra en 1992 en la zona de Bratunac y Srebrenica. De acuerdo a datos más recientes, un total de 3267 serbios fueron asesinados en zonas cercanas.
Observadores internacionales han constatado que minorías serbias de Srebrenica, Sijekovac, Kravica, Trnovo, Brcko, Foča, Kamenica, Rogatica, Kukavice, Milići, Klisa, Zvornik, Kalinovik, Sarajevo y Rogosije fueron objeto de asesinatos múltiples, así como mutilaciones y violaciones, además de la destrucción de numerosos templos cristiano ortodoxos. El líder musulmán Naser Orić, máximo responsable de la mayoría de estas atrocidades, fue juzgado por el Tribunal Penal Internacional para la ex Yugoslavia, siendo considerado culpable solo del delito de crímenes de guerra y condenado a dos años de cárcel. La calificación de genocidio contra el pueblo serbio no fue considerada como tal por este tribunal que interpretó estas matanzas como actos de guerra.

#### El sitio de Srebrenica

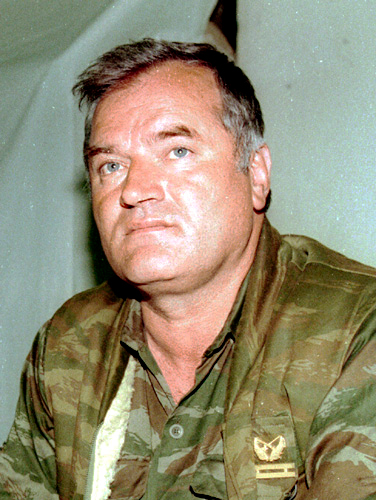
Ratko Mladić, jefe del Estado Mayor del VRS.

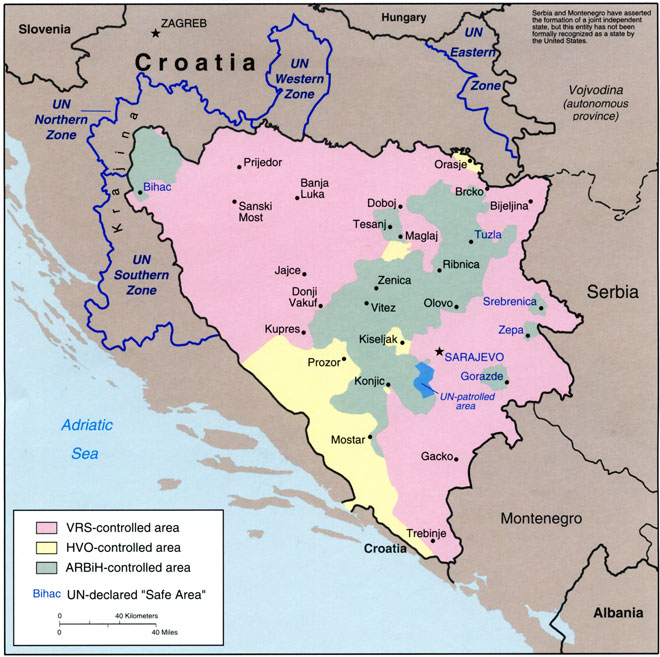
Áreas de control en Bosnia-Herzegovina en septiembre de 1994; al este figuran los enclaves junto a la frontera serbia.

Meses después, un reorganizado ejército serbio al mando de Ratko Mladić contraatacó con una nueva ofensiva a gran escala capturando Konjevic Polje y Cerska, separando de nuevo Srebrenica de Zepa. Enseguida, el enclave de Srebenica bajo control bosnio quedó reducido a tan sólo 150 km². La población bosnia de los pueblos de alrededor huyó en masa hacia Srebrenica, presa del pánico, incrementando la población de la ciudad hasta alcanzar los 50 000 o 60 000 habitantes. 
En marzo de 1993 el general francés Philippe Morillon, comandante de las Fuerzas de Protección de las Naciones Unidas (UNPROFOR) visitó Srebrenica. Para entonces la ciudad se encontraba en estado de sitio y con sobrepoblación. No había siquiera suministro de agua corriente, pues las fuerzas serbobosnias, en avance, habían destruido los depósitos de la ciudad. Abundaban también los generadores de electricidad improvisados y la comida, las medicinas y otros productos esenciales eran extremadamente escasos. Antes de partir, el general Morillon dijo a los aterrorizados habitantes de Srebrenica en un discurso público que la ciudad estaba bajo protección de la ONU y que nunca los abandonarían.

### Srebrenica: "Área Segura"
Entre marzo y abril de 1993 varios cientos de bosnios fueron evacuados de la ciudad bajo los auspicios del Alto Comisionado de las Naciones Unidas para los Refugiados (ACNUR). El gobierno bosnio se opuso frontalmente a las evacuaciones, pues veía en ellas una contribución a la limpieza étnica de la zona, en detrimento de la mayoría de población bosnia. 
El 16 de abril de 1993, catorce días después de que murieran 56 personas en un bombardeo serbobosnio durante una evacuación organizada por el ACNUR, el Consejo de Seguridad de las Naciones Unidas aprobó la resolución 819, por la que se declaraba Srebrenica “área segura, libre de ataques y otras acciones hostiles”. Al mismo tiempo, el Consejo de Seguridad declaró otras dos zonas seguras: Zepa y Gorazde. El 18 de abril de 1993 el primer contingente de tropas del UNPROFOR (Fuerzas de Protección de las Naciones Unidas) llegó al enclave de Srebrenica. 
Sin embargo, para la protección de dichas zonas seguras no se estableció ningún elemento disuasorio de carácter militar. Si bien el secretario general de la ONU, Butros Butros-Ghali, había advertido de que serían necesarios 34 000 soldados más para hacer efectiva dicha protección "por la fuerza", la comunidad internacional rehusó aportar tantas tropas y acordó, en su lugar, desplegar 7500 efectivos. Además, la Fuerza de Protección de las Naciones Unidas (UNPROFOR) solo estaba autorizada a usar la fuerza en defensa propia, y no en defensa de los civiles a los que debían proteger. Posteriormente, Kofi Annan declararía que las áreas seguras no eran de hecho: zonas protegidas ni refugios temporales según el derecho internacional humanitario, ni zonas seguras que tuvieran sentido desde el punto de vista militar.
Las autoridades serbobosnias volvieron a intentar capturar Srebrenica dado que, al estar junto a la frontera serbia y rodeada de territorio serbio, era a la vez estratégicamente importante y vulnerable. El 13 de abril de 1993 los serbobosnios comunicaron al Alto Comisionado de las Naciones Unidas que atacarían la ciudad en un periodo de dos días si los habitantes no la habían rendido al expirar el plazo. Los bosnios se negaron a rendirse.
Mientras las fuerzas sitiadas en Srebrenica se desmilitarizaron supervisadas por la ONU, las tropas serbias que les acechaban permanecieron bien armadas y se negaron a cumplir con su parte del acuerdo de desmilitarización de la zona. El ejército de la República Sprska (VRS) se organizó en distritos militares y Srebrenica quedó dentro del territorio asignado al Cuerpo de Ejército del Drina. Entre 1000 y 2000 soldados de las brigadas del cuerpo del Drina fueron desplegados alrededor del enclave bosnio. Tres fuerzas serbias fueron equipadas con tanques, vehículos armados, artillería y morteros. En cambio, la unidad del ARBiH que permaneció en el enclave, la 28.ª División de Montaña, no estaba ni bien organizada ni bien equipada, carecían de una estructura de mando firme así como de un sistema de comunicaciones efectivo. Algunos de sus miembros portaban viejos rifles de caza o no llevaban armas en absoluto, y muy pocos tenían uniformes.
La cámara del ICTY reunió posteriormente evidencias de la existencia de un plan deliberado por parte de los serbios para impedir la llegada a la zona de los convoyes de ayuda internacional. Los productos de primera necesidad como las medicinas, la comida y el combustible se hicieron extremadamente escasos en la ciudad y los bosnios, cercados, se quejaron de constantes ataques de las fuerzas serbias. Por su parte, los serbios alegaron que las tropas bosnias estaban utilizando el área segura como base desde la que lanzarían un gran ataque contra el VRS, y que el UNPROFOR no estaba haciendo nada para prevenirlo. 
Sin embargo, los serbios no fueron los únicos que incumplieron el acuerdo que declaraba Srebrenica “area segura”. De hecho, desde el principio ambas partes lo violaron. El comandante del ARBiH, general Halilović, declararía posteriormente que tan pronto como firmó la declaración de área segura ordenó a sus hombres que sacaran todas las armas y demás equipamientos militares fuera de la zona convenida, cosa que, según él, hicieron. Sin embargo, también admitió que los helicópteros del ejército bosnio habían violado el espacio aéreo protegido y que él mismo había enviado ocho helicópteros cargados con munición para la 28.ª División sitiada en la ciudad. Alegó que en términos morales no veía en ello una agresión al acuerdo, puesto que las tropas en la ciudad estaban pobremente armadas. En términos legales y militares, sin embargo, se trató de una violación.

#### Principios de 1995, la situación se deteriora
A principios de 1995, cada vez menos convoyes de suministros conseguían entrar en la ciudad. El contingente holandés Dutchbat que tomó el relevo de dos compañías canadienses a principios de ese año comprobó cómo la situación empeoraba cada vez más. Incluso ellos contaban con cada vez menos alimentos, medicinas, munición y combustible, por lo que se vieron forzados a patrullar la zona a pie. Además, a algunos de sus integrantes que abandonaron el enclave en el curso de dichas patrullas, fueron retenidos por las tropas serbias, de modo que el número de soldados en Srebrenica cayó de 600 a 400. El teniente coronel Thomas Karremans, que estaba al mando de dichas fuerzas, denunció posteriormente que los serbios también impidieron la llegada al enclave de las municiones del UNPROFOR. En marzo y abril, las tropas holandesas dieron aviso de dos concentraciones de tropas serbias cerca de sus puestos de observación ‘’OP Romeo’’ y ‘’OP Québec’’.

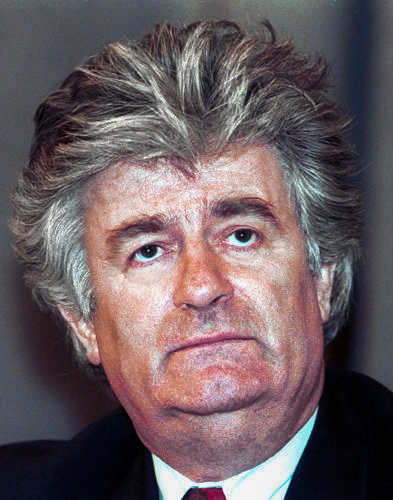
Radovan Karadžić.

En marzo de 1995, Radovan Karadžić, presidente de la Republika Sprska, a pesar de la presión de la comunidad internacional y de sus esfuerzos por instaurar un acuerdo de paz, envió una directriz al VRS acerca de la estrategia a seguir en el enclave de Srebrenica. Dicha directriz, conocida como Directriz 7 indicaba que el VRS debía:
’’Completar la separación física entre Srebrenica y Žepa tan pronto como sea posible, impidiendo incluso la comunicación entre los individuos de ambos enclaves. Crear, mediante operaciones de combate bien planificadas, una situación de inseguridad tal, que no haya esperanza de supervivencia de vida alguna para los habitantes de Srebrenica’’.
Tal como se preveía en este decreto, a mediados de 1995 la situación tanto de los bosnios de Srebrenica como del personal militar allí establecido era catastrófica. En mayo, presuntamente siguiendo órdenes, Naser Orić y su personal abandonaron el enclave en helicóptero hacia Tuzla, dejando la 28.ª División bajo el mando de suboficiales. A finales de junio y principios de julio el mando de la 28.ª División envió una serie de peticiones urgentes para que fuera reabierto cuanto antes el corredor humanitario a la ciudad. Al no ser atendidas sus peticiones, comenzó en Srebrenica la tragedia del hambre. El viernes 7 de julio, en una de sus últimas comunicaciones, el Mayor al mando de la 28.ª División comunicó la muerte de 8 habitantes por hambre.

#### La toma de la ciudad
Debido a la declaración de enclave seguro por la ONU, más de 60 000 civiles se encontraban refugiados en la ciudad cuando el 2 de julio de 1995, el general serbobosnio Ratko Mladić decidió atacar Srebrenica. El día 6 de julio, dos columnas del VRS penetraron 4 km en el área segura para detenerse a tan sólo uno de la ciudad. El 8 de julio, un blindado holandés que obstaculizaba el avance fue atacado por los serbios y se retiró. Un grupo de bosnios exigió que el vehículo permaneciese en la zona y les ayudase. Cuando éstos se negaron, un bosnio arrojó una granada de mano contra el vehículo, causando la muerte del soldado Raviv van Rensen. Al comprobar la escasa resistencia por parte de las fuerzas bosnias, así como la ausencia de reacción internacional alguna, el presidente Karadžić envió una nueva directriz autorizando la toma de la ciudad por parte del Cuerpo de Ejército del Drina. 

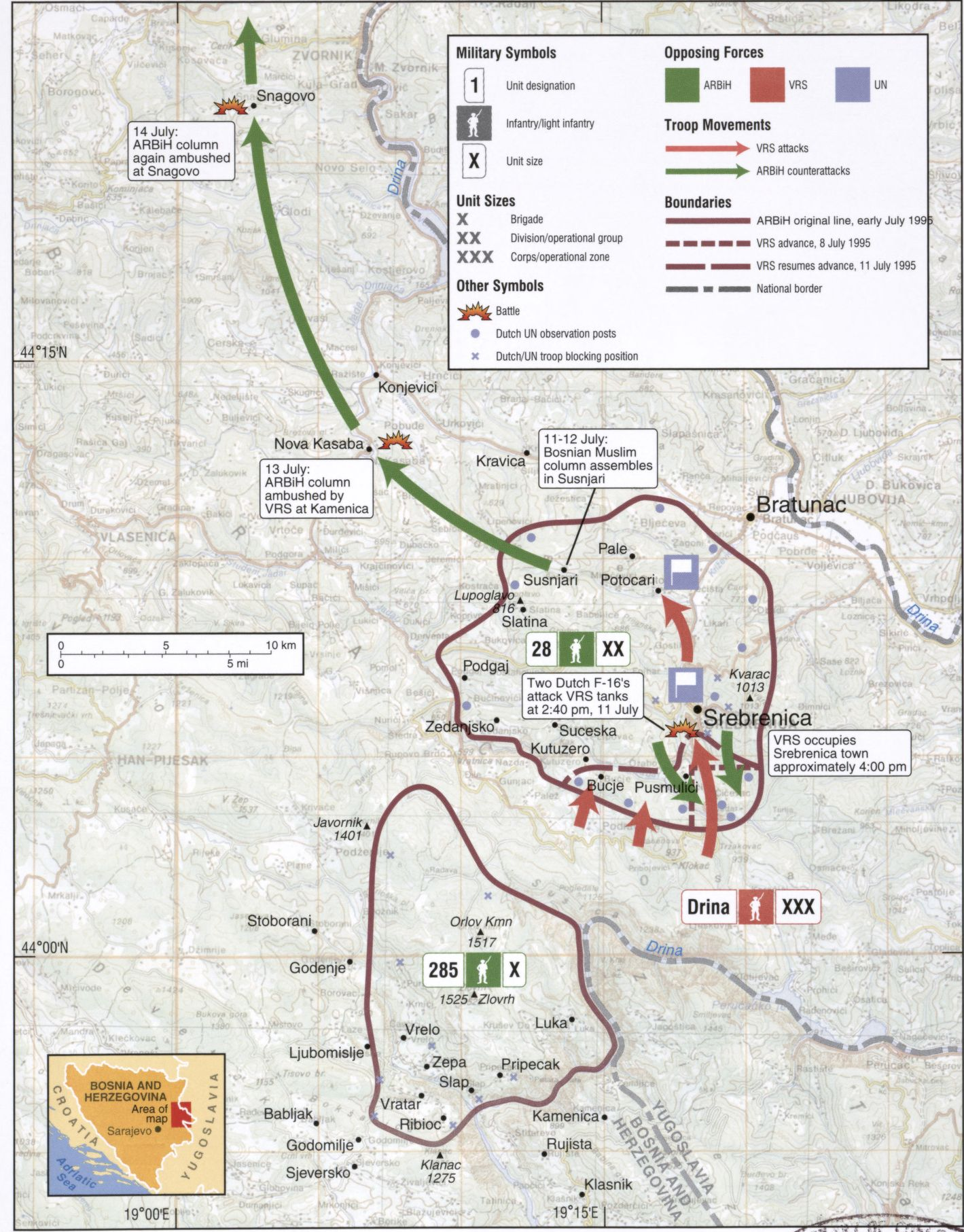
Mapa de la toma de Srebrenica, así como de la huida hacia Tuzla de los bosnios.

Al amanecer del 10 de julio las tropas del Dutchbat hicieron disparos de advertencia por encima de las tropas serbias, y lanzaron bengalas con morteros, pero nunca abrieron fuego directo contra ellos. El Teniente-Coronel Thomas Karremans hizo peticiones urgentes de apoyo aéreo a la OTAN, que por diferentes motivos fueron denegadas, y llegaron demasiado tarde, con el ataque de dos F-16 holandeses sobre carros de combate del VRS. Finalmente, el 11 de julio la ciudad cayó en manos serbobosnias. 25 000 civiles, en su mayoría mujeres y niños se dirigieron a la fábrica de baterías de Potočari, el cuartel general de los cascos azules, 5 km al norte de la ciudad, para ponerse bajo la protección de los soldados de la ONU, mientras 15 000 civiles, (hombres y combatientes del ARBiH) trataron de escapar de la amenaza que se cernía sobre ellos, emprendiendo la huida a través de los bosques hacia Tuzla. El mismo día que cayó la ciudad, a las 2:30 PM, los F-16 de la OTAN atacaron algunos tanques del VRS que avanzaban hacia la ciudad. Se planificó también el bombardeo de las posiciones artilleras serbias en torno a la ciudad, pero la operación se canceló debido a la escasa visibilidad. Finalmente, la OTAN canceló todas sus operaciones cuando el VRS amenazó con matar a 55 soldados holandeses que habían tomado como rehenes, así como con bombardear la fábrica de Potočari, donde, además de los miles de civiles, se encontraban los soldados holandeses del UNPROFOR.

## La masacre

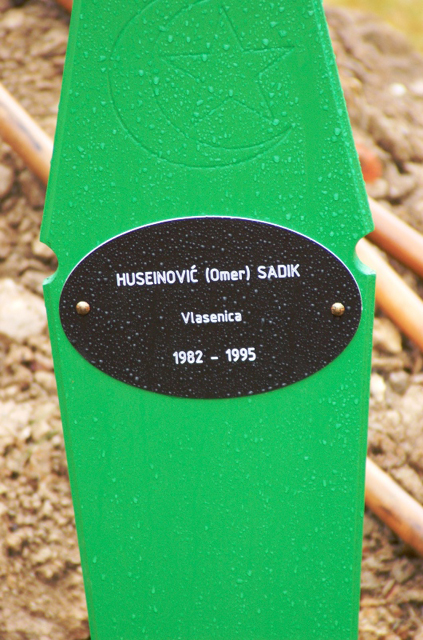
La losa de un niño asesinado en la masacre.

### Crisis humanitaria en Potočari
Por la tarde del 11 de julio de 1995, se congregaron aproximadamente de 20 000 a 25 000 refugiados musulmanes en Potočari. Varios miles habían entrado en el complejo de la ONU, mientras que el resto se desperdigó por las fábricas y los campos vecinos. Aunque la gran mayoría era mujeres, niños, ancianos y lisiados, 63 testigos estimaron que había por lo menos 300 hombres dentro del perímetro del complejo de la ONU, y entre 600 y 900 hombres en la muchedumbre del exterior.
Las condiciones en Potočari eran deplorables. Había escasez de víveres y de agua, y el calor era sofocante. Uno de los oficiales del Dutchbat describió la escena como sigue: Estaban aterrados y se lanzaban contra los soldados, mis soldados, los soldados de la ONU, que intentaban calmarlos. Era una situación caótica.
El 11 de julio, el alto mando del VRS recorrió las calles de la ciudad. Ante una cámara de televisión, Mladić sentenció: 

"Aquí estamos, el 11 de julio de 1995, en la Srebrenica serbia, justo antes de un gran día para Serbia. Entregamos esta ciudad a la nación serbia, recordando el levantamiento contra los turcos. Ha llegado el momento de vengarse de los musulmanes".

El día 12 de julio, Mladić se citó en un hotel de Bratunac con el coronel Thomas Karremans. Allí le reprochó los ataques aéreos de la OTAN y, según los testimonios recogidos en la posterior investigación del Parlamento neerlandés, frente a un cerdo degollado, Ratko Mladić le dijo a Thomas Karremans: Esto es lo que os espera a ti y a tus hombres si no obedeces. El coronel de los Cascos Azules Thomas Karremans aceptó todas las exigencias serbias, permitiendo incluso que lo fotografiaran bebiendo aguardiente con los serbios. Dicha imagen fue difundida por los propios serbios a todos los medios de comunicación mundiales.
Mladić también visitó el campamento de Potočari, donde tranquilizó a los refugiados y les dijo que iban a ser trasladados en autobuses hacia zona bajo control bosnio. También repartió caramelos entre los niños mientras la televisión serbia grababa el momento.

### Separación y asesinato de bosnios en Potočari

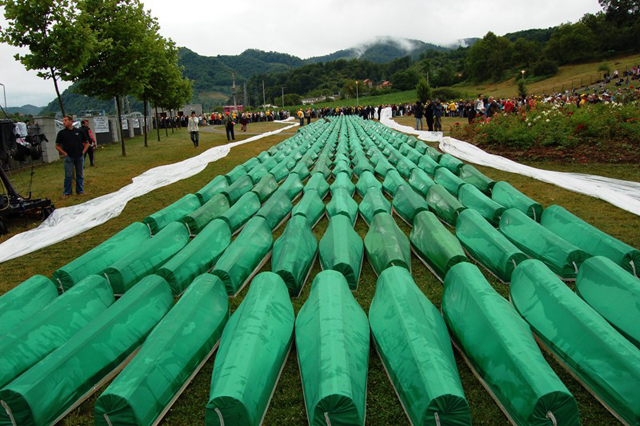
Sepelio en 2007 de 465 víctimas identificadas de la masacre.

Posteriormente, de los 25 000 civiles refugiados, separó a los hombres (más de 1700) que fueron llevados a Bratunac, Petkovci, Kozluk, Kravica y Orohovac. Allí fueron ejecutados de diversas maneras. El 12 de julio de 1995 los serbios comenzaron una campaña de terror, que aumentó el pánico de los residentes. Los refugiados en el complejo podían ver a soldados de VRS incendiando las casas de Srebrenica y dedicándose al pillaje. Por la tarde, los soldados serbios se cebaron con la muchedumbre. Comenzaron las ejecuciones sumarias de hombres y de mujeres.
En la mañana del 12 de julio, un testigo señaló haber visto de 20 a 30 cuerpos apilados detrás del edificio del transporte en Potočari, junto a un tractor. También dijo que vio a soldados serbios ejecutar a decenas de refugiados musulmanes en el área trasera de la fábrica de zinc, y después cargar sus cuerpos sobre un carro, aunque el número y la naturaleza metódica de los asesinatos atestiguaron que las matanzas en Potočari eran esporádicas. 
Esa noche, una ordenanza médica del Dutchbat atestiguó una violación; durante la noche y el día siguientes las historias de violaciones se extendieron entre los refugiados.

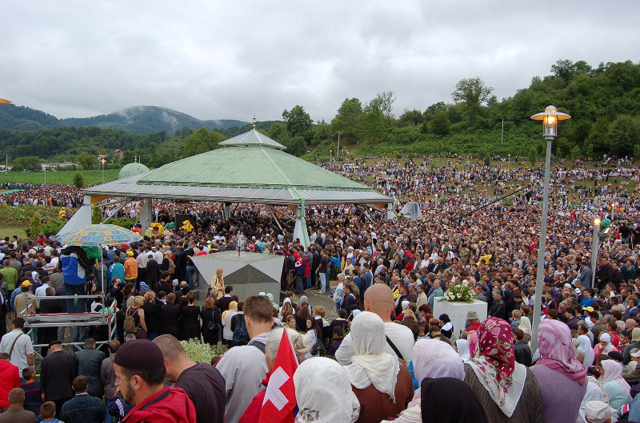
Potočari el 11 de julio de 2007.

Las fuerzas serbias comenzaron a separar a hombres de la población refugiada en Potočari. El pretexto fue buscar criminales de guerra entre los varones en edad militar. Aprovechando que los refugiados musulmanes comenzaban a subir a los autobuses para ser evacuados, los soldados serbios se dedicaron a separar sistemáticamente a los hombres que intentaban subir a bordo. De vez en cuando, detenían y se llevaban también a menores de edad y a ancianos, a los que llevaban a un edificio en Potočari conocido como la “casa blanca”. Como los autobuses se dirigían al norte, hacia territorio musulmán, varios de los viajes fueron interceptados para ser saqueados y llevarse a los hombres que pudiese haber. La tarde del 12 de julio, Franken (Mayor del Dutchbat), atestiguó que había escuchado que ningún hombre llegaría con las mujeres y los niños a su destino en Kladanj. 
El 13 de julio de 1995, los soldados holandeses del Dutchbat hallaron pruebas definitivas de que los serbios asesinaban a algunos de los hombres que habían sido separados. Varios de ellos se dirigieron a la parte de atrás de la “casa blanca” siguiendo a dos soldados serbios que llevaban a un prisionero bosnio. Oyeron un disparo y vieron a los dos soldados volver solos. Según testimonio del oficial neerlandés Vaase, oyó tiros de 20 a 40 veces a la hora durante toda la tarde. Cuando los soldados del Dutchbat dijeron al coronel José Kingori, observador militar de Naciones Unidas (UNMO) en el área de Srebrenica, que los serbios estaban llevando hombres a la parte trasera de la "casa blanca" y éstos no aparecían, el propio coronel Kingori fue a investigar. Oyó tiros conforme se acercaba, pero fue detenido por los soldados serbios antes de que pudiera comprobar lo que realmente ocurría.

### Deportación de las mujeres

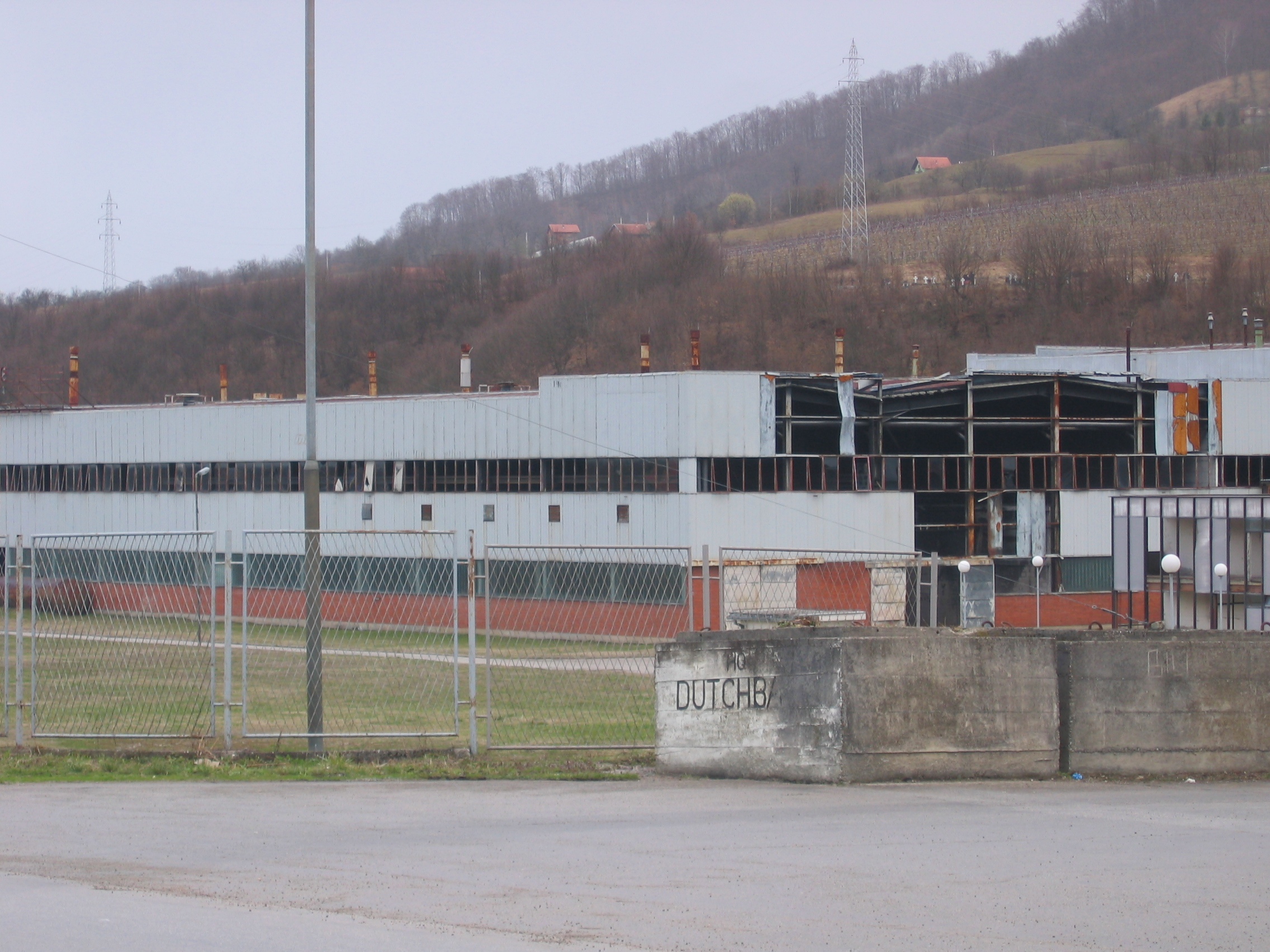
Imagen tomada en 2009 de las instalaciones industriales utilizadas como cuartel general por el batallón neerlandés que protegía la ciudad. Aún pueden leerse en el muro las siglas "Dutchbat" que lo identificaban.

Los serbios mostraron ante las cámaras de televisión cómo los niños y las mujeres eran puestos en autobuses para ser deportados.
Como demostración del realojo, el comandante en jefe serbio, el general Ratko Mladić, dijo a las mujeres que los hombres tomarían autobuses distintos para reencontrarse con sus familiares más adelante. Sin embargo, cuando las cámaras se marcharon, ejecutaron a los hombres. Más de 60 camiones se los llevaron a los sitios de la ejecución, y algunas de las ejecuciones fueron realizadas durante la noche, bajo luces eléctricas. Las niveladoras industriales arrastraron los cuerpos a las fosas comunes. Algunos fueron enterrados vivos, declaró Jean-Rene Ruez, policía francés que mostró pruebas de la ejecución de los musulmanes ante el tribunal de La Haya en 1996. 
Como resultado de negociaciones exhaustivas de la ONU con las tropas serbias, se trasladó a las mujeres de Srebrenica al territorio controlado por el Gobierno de Sarajevo (alrededor de 25 000 mujeres, según indicaron los querellantes de ICTY). Algunos autobuses nunca alcanzaron la zona segura. Según el testimonio dado por el superviviente de la masacre Kadir Habibović, éste se ocultó en uno de los primeros autobuses que llevaban a las mujeres y a los niños de la base holandesa en Potočari a Kladanj. Vio por lo menos un vehículo de mujeres bosnias que eran conducidas lejos del territorio controlado por el gobierno bosnio. En su declaración, Habibović dijo que llevaron a los hombres a una posición remota cerca de Rasica Gai por la tarde. Cuando fue seleccionado el primer grupo del camión, saltó del vehículo y cayó por una cuesta próxima; el fuego de los soldados no lo alcanzó y escapó. Llegó a territorio controlado por los bosnios el 20 de agosto de 1995. 
Con respecto al juicio posterior, los funcionarios de La Haya han declarado que el progreso del tribunal haciendo frente a las violaciones de los derechos humanos en Srebrenica han surgido gracias a tres factores: el valor de las víctimas y testigos, la tenacidad de los fiscales y los años del trabajo incansable por parte de los grupos de presión. Finalmente los querellantes consiguieron establecer en el juicio que estas violaciones habían sido sistemáticas y premeditadas. Los jueces convinieron que cualquier violación que ocurriera en Srebrenica era por lo tanto responsabilidad de los comandantes de las fuerzas serbias.

### La columna de huidos hacia Tuzla

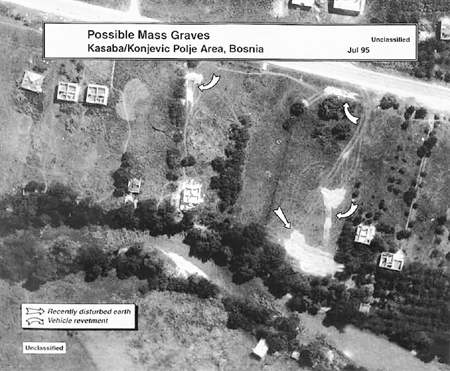
En la imagen de satélite tomada días después de la masacre en los alrededores de Nova Kasaba se observan áreas de tierra removidas (señaladas con flechas) que son consideradas fosas comunes. Esta fotografía fue presentada por Madeleine Albright ante la ONU el 9 de agosto de 1995.

La huida de 10 000 civiles y 5000 combatientes de la Armija en dirección a Tuzla fue descubierta por el general Radislav Krstić, mano derecha de Mladic, quien comunicó por radio a sus tropas: Mátenlos, no necesitamos a nadie vivo. Esta orden fue interceptada y grabada, y sirvió de prueba en el juicio en el que el Tribunal Penal Internacional lo condenó a 37 años de cárcel. Según testimonio de Hakija Memoljic, exjefe de policía de Srebrenica: los serbios llevaban uniformes de la ONU y les gritaban: Ahora estarán seguros. A aquellos que se entregaban los ejecutaban.
Paralelamente, un número indeterminado de mujeres y niños fueron asesinados. El número exacto seguirá seguramente siendo un misterio, el dato más exacto habla de 8373 personas. La ONG Madres de Srebrenica ha elaborado un registro de 8106 desaparecidos. Los testimonios de supervivientes de la masacre son espeluznantes, tal y como se recoge en informes realizados por Médicos Sin Fronteras y otras ONG presentes en la zona.
Como la situación en Potočari se había tornado insostenible a partir del 11 de julio, se decidió que los hombres sanos que pudieran portar armas, formaran una columna, junto con miembros del Ejército de la República de Bosnia y Herzegovina, con el fin de alcanzar territorio controlado por el gobierno de Sarajevo. Aproximadamente a las 22:00 horas de la tarde del 11 de julio de 1995, el comandante de la división, junto con las autoridades civiles de Srebrenica, tomaron la decisión de formar la columna. 
Los expedicionarios sospechaban que los matarían si caían en manos serbias en Potočari, y creyeron que tendrían más oportunidades de sobrevivir intentando escapar a través de los bosques en dirección a Tuzla. La columna se formó cerca de las aldeas de Jaglici y de Šušnjari y comenzó a emigrar al norte. Los testigos estimaban que había entre 10 000 y 15 000 hombres en la columna al iniciarse la marcha. Alrededor de 5000 de los hombres de la columna eran personal militar activo de la 28.ª División, aunque no todos los soldados iban armados; también se incorporaron hombres sanos en edad militar, los líderes políticos del enclave, y el personal médico del hospital local. 
Un segundo grupo algo más pequeño de refugiados procuraron escapar vía Bratunac o a través del río Drina, vía Bajina Bašta. Según el centro humanitario de la ley en Belgrado, este grupo tenía aproximadamente 700 hombres, aunque las mujeres de la organización de Srebrenica estimaban que aproximadamente 800 hombres habían cruzado el Drina en dirección a Serbia. No se sabe cuántos fueron interceptados y asesinados de este grupo. 
Un tercer grupo se dirigió hacia Žepa, posiblemente primero intentando alcanzar Tuzla. El tamaño de ese grupo se desconoce. Además, no todos los nombres de los que alcanzaron realmente Žepa fueron registrados. Las estimaciones por lo tanto varían extensamente, desde 300 a alrededor 850 hombres. Las únicas cifras que se pueden conocer a ciencia cierta son las proporcionadas por un informe que indica que 25 civiles llegaron a Žepa mediado el 16 de julio junto con 82 soldados de la 28.ª División. Al parecer, aún existían pequeñas bolsas de resistencia en el enclave anterior. El 13 de julio el VRS dirigido por el general Krstic ordenó entregarse a estos combatientes de la resistencia. No se sabe cuántos de ellos fueron presos después de la operación de “barrido” ordenada por el general Krstic ese día.
El grupo más grande fue el que siguió la ruta en dirección a Tuzla a través de los bosques y de las montañas. El viaje —de 55 km en línea recta— obligaba a cruzar un terreno extremadamente montañoso. Los víveres alcanzaban únicamente para dos días, consistentes en un poco de pan y azúcar, con lo que al tercer día se empezaron a notar los efectos de la falta de alimentos, teniendo muchos de los integrantes de dicha columna que comer hierba para sobrevivir.
Junto a la desnutrición, las altas temperaturas del verano causaron la deshidratación; encontrar fuentes de agua potable o de humedad se convirtió en un problema importante. Las dificultades causadas por el hambre y la sed se vieron aumentadas por la carencia de sueño y el esfuerzo de un terreno tan escarpado. 
Pronto, los huidos se empezaron a plantear la opción de entregarse al VRS o bien continuar la marcha, lo que exigiría un inevitable conflicto armado con el VRS. 
Como resultado de los constantes ataques del ejército serbio, algunas personas comenzaron a mostrar síntomas de desequilibrio mental. Muchos de los componentes de la columna estaban agotados incluso antes de empezar la marcha. La gran mayoría del pueblo de Srebrenica que llevó a cabo este peligroso viaje, entre 10 000 y 15 000 personas fueron reportados como desaparecidos.
Una avanzadilla de reconocimiento compuesta por cuatro guías iba por delante de la columna con una distancia de unos 5 km. Después iba un grupo compuesto por entre 50 y 100 de los mejores soldados de cada brigada, llevando cada uno el mejor equipo disponible; a continuación transitaba la 281.ª Brigada. El resto de la columna les seguía a cierta distancia. En la parte posterior iba la más débil y menos fuertemente armada, la Brigada 282. Los mejores eran, por lo tanto, las tropas al frente de la columna, la élite del enclave. Cada brigada asumía la protección de un grupo de refugiados. Muchos civiles se sumaron a las unidades militares espontáneamente durante el viaje. 
La evasión de este grupo desde el enclave de Srebrenica y su intento de llegar a Tuzla fue toda una sorpresa para el VRS y causó gran confusión, ya que los serbios esperaban que fueran a Potočari. Milan Gvero, general del VRS describía en una información a la columna como "duros y violentos criminales que no se detendrán ante nada para evitar ser tomados prisioneros y poder escapar a su territorio bosnio". El Cuerpo del Drina y distintas brigadas recibieron la orden de dedicar todos los recursos humanos disponibles para la tarea de encontrar y tomar prisioneros a los hombres de la columna.

### Emboscada en la colina de Kamenica

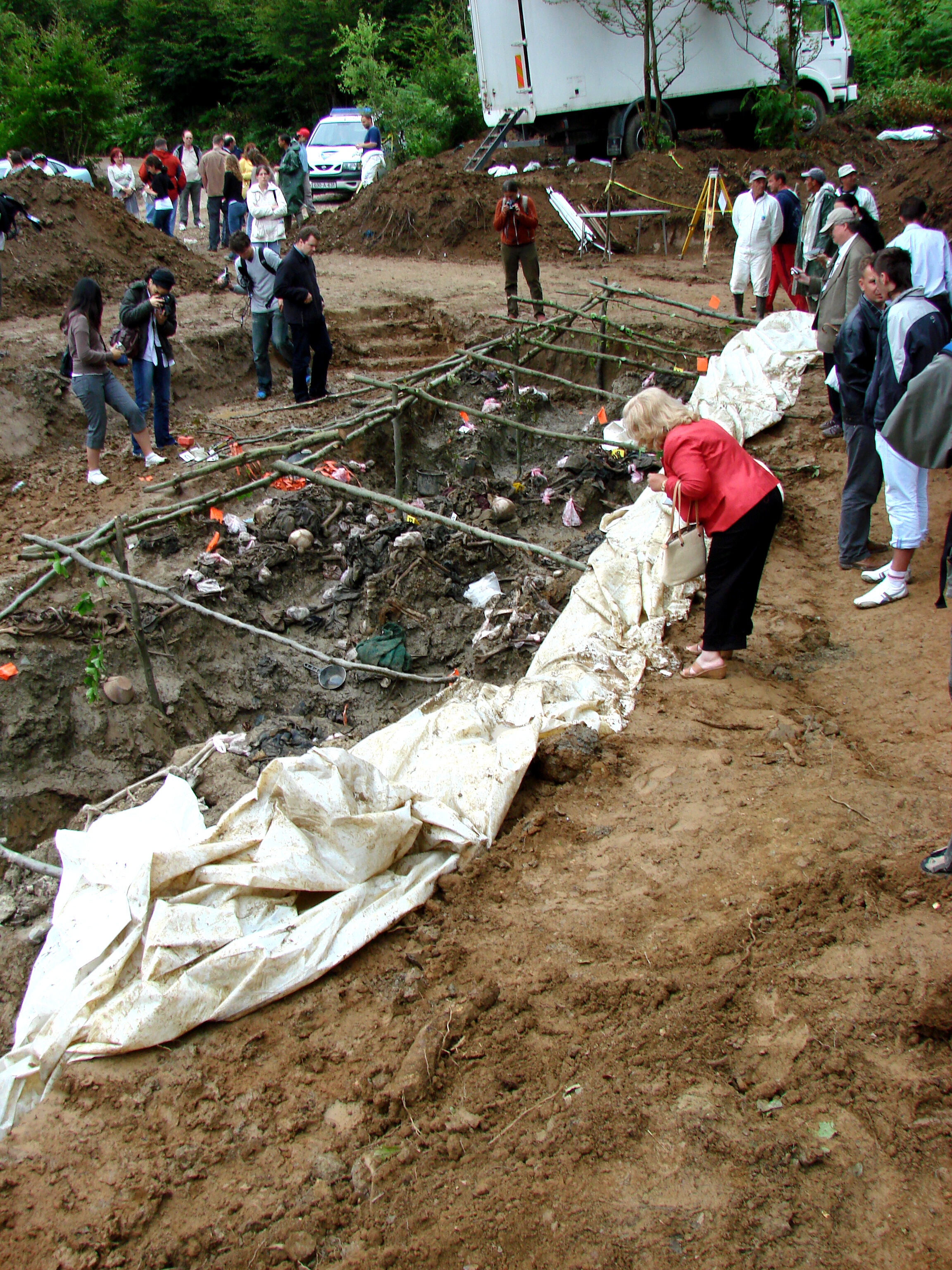
Delegados de la Asociación Internacional de Estudios del Genocidio (IAGS) examinan la exhumación de una fosa común de víctimas de la masacre de julio de 1995, en las afueras de la aldea de Potocari, en julio de 2007.

Alrededor de las 8 horas el 12 de julio, mientras la columna cruzaba un camino asfaltado en la zona montañosa cerca de Kamenica, las fuerzas serbias les tendieron una emboscada en una colina empleando armas pesadas. Algunos de los hombres armados respondieron al fuego y el grupo se dispersó. Los supervivientes describen un grupo de al menos 1000 bosnios que replicaron a corta distancia con armas cortas. Cientos de ellos murieron, al parecer mientras huían del ataque, mientras que otros se dice que se suicidaron para escapar de la captura. La columna se dividió en dos partes: el grupo principal (aproximadamente un tercio) continuó su camino mientras que la parte trasera perdió el contacto y el pánico estalló una vez más.
Muchas personas permanecieron en la zona de Kamenica durante varios días, no pudiendo pasar por la ruta de escape bloqueada por las fuerzas serbias. Miles de bosnios se entregaron o fueron capturados. En muchos casos, se proporcionaron falsas garantías de seguridad a los refugiados por personal militar serbio que portaba uniformes robados de la ONU y por bosnios que habían sido capturados y se les ordenó llamar a sus amigos y familiares que estaban en el bosque. También hay informes de que las fuerzas serbias utilizaron megáfonos instando a los refugiados a rendirse, diciéndoles que serían canjeados por soldados serbios prisioneros de las fuerzas bosnias. Además, hay rumores de que personal del VRS vestido de civil se había infiltrado en la columna de Kamenica.

### Masacre de Sandici
Cerca de la aldea de Sandići, en la carretera principal de Bratunac a Konjević Polje, un testigo describe a los serbobosnios obligando a un hombre a llamar a otros bosnios para que bajasen de las montañas. Entre 200 y 300 hombres, incluidos sus hermanos, siguieron sus instrucciones y descendieron para satisfacer al VRS, presumiblemente esperando algún intercambio de prisioneros. El testigo se escondió detrás de un árbol para ver lo que pasaba después. Vio como los hombres estaban alineados en siete filas, cada una de unos cuarenta metros de largo, con las manos detrás de sus cabezas, y fueron pasados por fuego de ametralladora. La Brigada Bratunac descubrió cuatro niños de edades comprendidas entre los 8 y 14 años entre los bosnios, que fueron llevados al cuartel de Bratunac. Allí, uno de ellos aseguró haber visto un gran número de soldados del ARBiH suicidándose y matándose unos a otros, y el comandante Vidoje Blagojević sugirió que la unidad de prensa del Cuerpo del Drina debía registrar este testimonio en vídeo. El destino de los niños sigue siendo incierto. El VRS también envió a uno de los civiles que se entregó de nuevo hacia la columna: le habían sacado un ojo, cortado las orejas y marcado una cruz en la frente. A un pequeño grupo de mujeres, niños y ancianos que habían formado parte de la columna se les permitió unirse a los autobuses de evacuación de Potočari, entre ellos Alma Delimustafić, una soldado de la 28 Brigada que, vestida de civil, fue puesta en libertad.

### Llegada a Tuzla
Solo unos pocos periodistas estuvieron presentes para presenciar la llegada de la columna a territorio bosnio —después de marzo los acontecimientos hicieron que la mayoría de la atención se dedicase a la acogida de las mujeres y los niños a la base aérea de Tuzla—. Los pocos artículos que aparecieron en la prensa y en la televisión describieron la llegada de "un ejército de fantasmas": hombres vestidos con trapos, completamente agotados y devastados por el hambre. Algunos no tenían más que la ropa interior, otros caminaban con los pies sangrando y envueltos en trapos o plástico, y algunos transportados en camillas improvisadas. Otros llevaban de la mano a niños, muchos todavía visiblemente asustados. Algunos sufrían delirios y alucinaciones como consecuencia de la enorme tensión que habían soportado. La estación médica creada por el ejército de Bosnia y Herzegovina en Međeđa entregó grandes cantidades de tranquilizantes.
Los supervivientes sentían un cierto resentimiento contra la ONU porque no había sido capaz de proteger la "zona segura". La amargura y el resentimiento también fueron dirigidos hacia el 2.º Cuerpo del ARBiH; por el que la 28.ª División se había sentido abandonada ya en Srebrenica, lo que provocó una serie de graves incidentes que incluyeron tiroteos.

## Reacción internacional

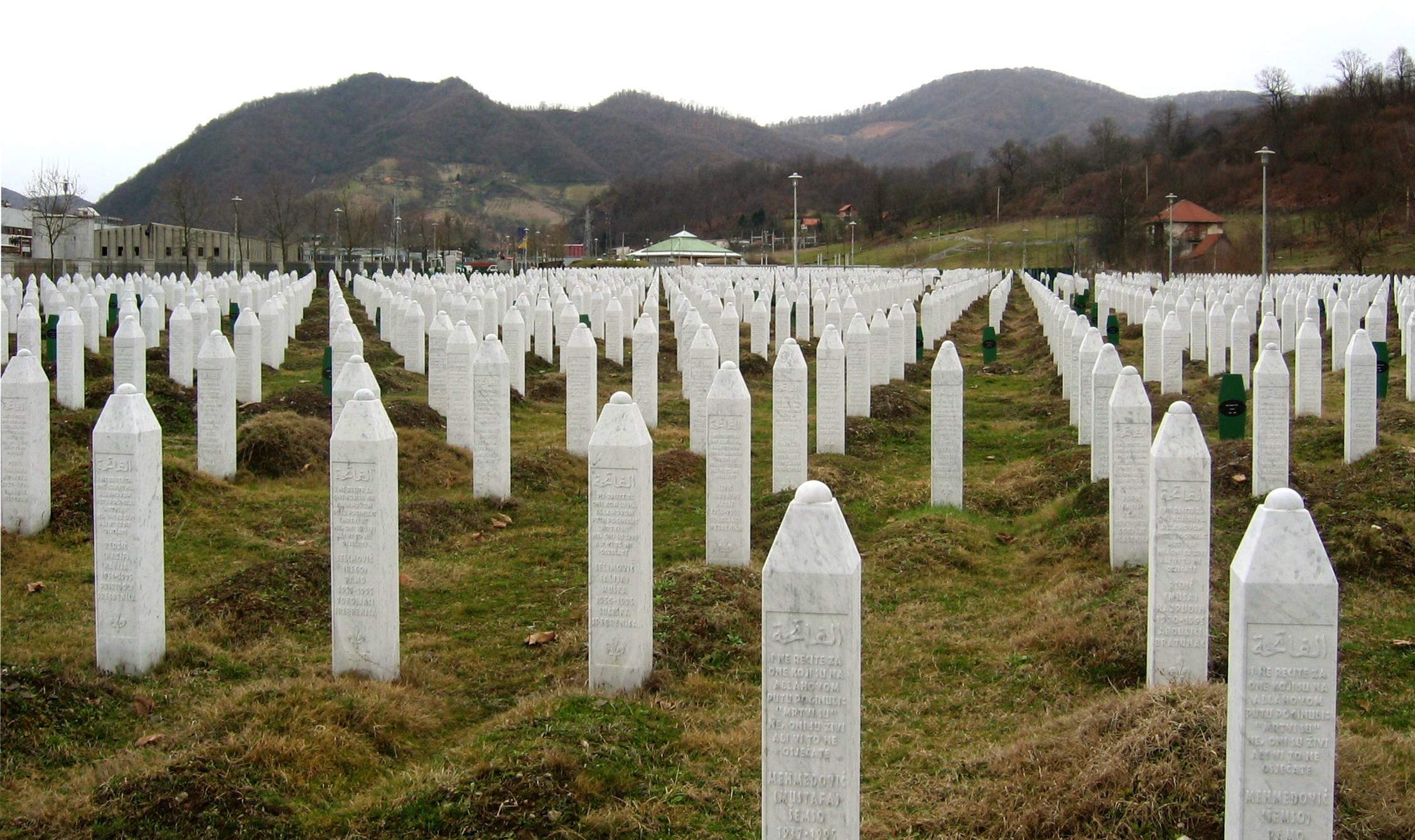
Algunas de las más de 6.500 lápidas del Monumento del Genocidio de Srebrenica.

La reacción de la comunidad internacional fue, en un primer momento, muy tibia. Los principales líderes europeos condenaron la masacre, pero no intervinieron con más tropas para restablecer el enclave seguro decretado por la ONU. El Consejo de Seguridad de la ONU se limitó a condenar la masacre y exigir la retirada de los soldados serbios sin llegar a tomar medidas más coercitivas. En un primer momento las cancillerías europeas reaccionaron con lentitud sin conseguir ponerse de acuerdo en las medidas a tomar. Mientras el presidente francés Jacques Chirac era partidario de una mayor intervención armada, Reino Unido o España eran renuentes a tomar claro partido por uno de los bandos.[cita requerida]
La difusión de las imágenes de las masacres por los medios de comunicación internacionales generó una fuerte ola de simpatía hacia los bosnios, llevando consigo una mayor implicación de la comunidad internacional en la detención de la guerra. El propio Bill Clinton se mostró favorable quince días después de conocida la masacre a levantar el embargo de armas que pesaba sobre Bosnia.
El suceso tuvo una gran repercusión en Países Bajos, cuyos cascos azules tenían la misión de proteger la ciudad y se retiraron de la misma. Una comisión parlamentaria investigó el caso señalando en su informe como culpable último al entonces presidente del Gobierno Wim Kok. Por tal motivo, el gabinete en pleno presentó su dimisión el 18 de abril de 2002.

## Juicios
A raíz de los testimonios aparecidos, el Tribunal Penal Internacional para la ex Yugoslavia dictó orden de búsqueda y captura contra Ratko Mladić, así como contra Radovan Karadzic, este último como autor intelectual de la masacre, que fueron detenidos en Serbia en 2011 y 2008 respectivamente. Otros de los detenidos por su relación con los hechos, fueron:
- Ljubiša Beara, coronel del Ejército de la República Srpska.
- Vujadin Popović, jefe de la policía.
- Ljubomir Borovčanin, comandante adjunto de la Policía Especial del Ministerio del Interior serbobosnio.
- Radivoje Miletić y Milan Gvero, oficiales del Ejército serbobosnio, que impidieron la llegada de ayuda humanitaria a los civiles.
- Vinko Pandurević y Drago Nikolić, comandantes de las brigadas que tomaron Srebrenica.

El 10 de junio de 2010, el TPIY hizo público el veredicto sobre los procesados en relación con el genocidio, condenando a cadena perpetua a Ljubisa Beara y Vujadin Popovic, y a penas de entre 5 y 35 años de prisión para los otros cinco encausados. El proceso contra Radovan Karadzic, iniciado en octubre de 2009, continuaba su curso cuando se emitió esta sentencia, mientras que el único prófugo relacionado con el caso, Ratko Mladić, fue detenido por la justicia serbia el 26 de mayo de 2011 y condenado a cadena perpetua el 22 de noviembre de 2017. El 20 de marzo de 2019 Radovan Karadžić fue condenado a cadena perpetua en apelación.